# Бенсон, Милдред
Милдред Огастин Вирт Бенсон (10 июля 1905 — 28 мая 2002) — американская журналистка, автор детских книг. Написала несколько первых детективов Нэнси Дрю, в которых появилась личность детектива. Работая в издательстве «Синдикат Стратемаэра» писала как «Кэролин Кин» с 1929 по 1947 год. Внесла свой вклад в 23 из первых 30 детективов Нэнси Дрю, которые стали бестселлерами.

## Биография
Милдред Бенсон родилась в Ладоре, штат Айова, США. 
Бенсон получила степень по английскому языку в Университете Айовы в 1925 году за три года. Позже она вернулась в университет и в 1927 году стала первой студенткой, получившей там степень магистра журналистики. 
В 1928 году вышла замуж за Эйса Вирта, который работал в Ассошиэйтед Пресс. У супругов в 1936 году родилась дочь Пегги Вирт. После смерти Вирта в 1947 году она вышла замуж за Джорджа Бенсона, редактора газеты «Толедо Блейд» из Толедо, штат Огайо. Он умер в 1959 году. 
Бенсон проработала 58 лет журналистом, писала еженедельную колонку для «Толедского клинка» и написала множество книг. 
Продолжала работать вплоть до своей смерти. Умерла от рака легких в 2002 году в возрасте 96 лет.
Совершала многочисленные поездки в Центральную Америку, путешествовала по джунглям на джипе, каталась на каноэ по рекам, посещала памятники Майя, летала на самолетах и была свидетелем археологических раскопок.

## Писательская карьера
Получив степень бакалавра, Бенсон писала для светской хроники «Клинтон Геральд». Весной 1926 года Бенсон дала ответ на объявление по поиску писателей, размещенное Стратмейером. Ее взяла на работу и первым заданием было написать текст для книги «Рут Филдинг и ее великий сценарий» под псевдонимом Элис Б. Эмерсон.
Бенсон написала 17 повестей о Пенни Паркер, которые были опубликованы под ее собственным именем. Она часто говорила интервьюерам, что они ее любимые и что Пенни Паркер больше Нэнси Дрю, чем сама Нэнси. Заглавная героиня серии — старшеклассница, которая подрабатывает репортером в газете своего отца и занимается расследованиями, чтобы написать хорошую статью. 
Сама Бенсон продолжала писать для газет до самой своей смерти. Она писала под десятком имен и опубликовала более 130 книг.
Одной из необычных серий стала группа из четырех рассказов «Рут Дарроу» (1930—1931). Написанные как «Милдред Вирт», книги повествуют о приключениях легкомысленной молодой женщины. Упражняясь в пилотировании и управляя собственным самолетом, Рут выигрывает национальную гонку по пересеченной местности, приземляется на авианосец, помогает Лесной службе в борьбе с лесными пожарами и предупреждает береговую охрану о схеме контрабанды иммигрантов.